# ジュマ・ナマンガニ
ジュマ・ナマンガニ（ウズベク語: Jumaboy Axmadjonovich Xojiyev / Жумабой Ахмаджонович Хожиев、1969年7月12日 - 2001年）は、ウズベキスタン・イスラム運動の指導者の1人。本名は、ホジエフ・ジュマバイ・アフマジャノヴィッチ。アメリカ軍のアフガニスタン侵攻時に死亡。

## 経歴

### 出自
ウズベク・ソビエト社会主義共和国ナマンガン州ナマンガン地区ホジャ村出身。ナマンガン第28職業技術学校を卒業した。1988～1989年、兵役でソ連空挺軍に勤務し、アフガニスタンで戦った。1989年、フェルガナ峡谷に戻り、現地宗教活動家の影響を受けた。同年末、中央アジア地域で最も権威ある聖職者の1人、アブドゥバリ・ミルザエフ（アブドゥバリ・コリ・アンジジャニ師）のフジュラ（地下学校）の生徒になった。

### タジキスタン
武装原理主義組織「タウバ」（アラビア語で悔悟の意）の創設に参加した。1991年、タジキスタン・イスラム復興党の武闘派と密接な関係を確立した。1992年、30人の追随者と共に、タジキスタン西部のクルガン・テッパに逃亡した。
タジキスタン･イスラム復興党の軍事部門指導者ムハンマドシャリーフ・ヒクマトゾーダの協力の下、アフガニスタン国内のクンドゥス州にあるタジク人反体制派の訓練キャンプに入った。その後、タハール州バルサジュ市地区の「ジャマート＝エ・イスラミ」の訓練基地において専門的訓練を受けた。そこでホジエフは、パキスタン軍統合情報局（ISI）に注目され、ISIの発議により、1993年初め、アフガニスタン東部の国際イスラム組織のテロリスト訓練キャンプ「バドル-2」に派遣された。その後、パキスタンのペシャーワルに派遣され、1993年5月、サウジアラビア総合情報庁（GIP）代表と会見した。更にホジエフは、訓練キャンプ「ミラムシャフ」に移され、ISIの監督下で行動するテロ集団の指揮要員のためのもう1つの特殊訓練課程を受けた。
1993年夏にアフガニスタンから帰国し、ホジエフは、ISI及び各種イスラム組織（「イフボン・アル＝ムスリモン」、「ヘズベ・アト・タハティール」、サウジの「イブラヒム・アル＝バラヒム」財団）の資金で、タジキスタンのカラテギン峡谷（現：ガルム渓谷）にウズベキスタンの現在の独裁的体制に反抗するための戦闘員訓練キャンプを開設し、タジキスタン北部に訓練キャンプのネットワークを創設した。同期間、ホジエフ指揮下のウズベク人イスラム教徒グループ（通称「ナマンガン大隊」）は、タジク連合反体制派側にもぐりこみ、タジキスタン内戦に参戦し、タジキスタン北部のタジカバード行政郡の東部、ジルガタル行政郡のヤスマン峡谷、並びにガルム市で行動した。見知らぬ住民ともバザールで会っては、気軽に握手するなど気さくな人柄であったようである。　

### ウズベキスタン・イスラム運動
1990年代の中盤～後半、ナマンガニは、アフガニスタンに再三出国し、ウズベク人原理主義者の戦闘訓練問題、武器及び装具の購入及び運搬に従事した。1996年、サウジアラビアに滞在し、サウジ総合情報庁の直接監督下で活動する外国人学生用の宗教センターで教育を受けた。
1997年、ナマンガニは、「ウズベキスタン・イスラム運動軍総司令官」となった。未確認の情報によれば、1999年のバトケン事件時、ズバイル・イブン・アブドゥッラフマンの偽名で同事件に関与したとされる。
1999年11月、ナマンガニの戦闘員は、タシケント州ヤンギアバード市（タシケントから75km）の内務省職員に対して、数回の攻撃を実行した。2000年5月5日、反体制派野党との更なる平和構築を望むドゥシャンベ当局の要求により、ナマンガニは激しい罵り言葉を残してタジキスタンを離れ、支持者達と共にアフガニスタンのマザーリシャリーフ市に移った。

### アフガニスタン
アフガニスタンでは、ターリバーンと密接に協力すると共に、麻薬、金、宝石の密輸に従事した。
2001年5月、ジュマ･ナマンガニは、全中央アジア、並びに中国の新疆ウイグル自治区のイスラム化を目的とする新組織「ヘズブ＝エ・イスラミ・トルキストン」（トルキスタン・イスラム党）を創設した。パキスタンの「ドゥーン」紙によれば、同党はマザーリ･シャリーフ南方に位置するデフ・エ・ダジ市で創設された。その構成下には、ウズベク人の外、チェチェン人、アラブ人、パキスタン人及びウイグル人が含まれた。同報道によれば、ナマンガニの管轄下には、3,300人までの兵士が存在し、バルフ、バグラン及びタハール州において北部同盟軍に対する戦闘に参加した。
2001年7月末日、パキスタンの「Nation」紙によれば、ターリバーン最高指導部は、10人の聖職者が参加する「小会議」（シュラ）において、北部同盟に対する軍事作戦の指導部からムハンマド・オマル師を退任させ、ウサーマ・ビン＝ラーディンを国防相に任命したと報道した。この際、ビン＝ラーディンの補佐官には、ジュマ･ナマンガニが任命され、北部戦線の指導を担当した。同紙の情報によれば、4万2千人のアラブ兵を含む6万人の傭兵が彼の指揮下にあった。

### アメリカ軍のアフガニスタン侵攻
アメリカ軍のアフガニスタン侵攻後、2001年夏、ナマンガニはタハール州のタールカーン戦線司令官に任命され、自分の支持者、並びにアラブ人、パキスタン人、チェチェン人を含む傭兵から成る「国際旅団」を集めた。その後、反ターリバーン連合の打撃の下、この集団はクンドゥーズに移動したが、大部分は市内で包囲された。
同年11月19日、ラシッド・ドスタム将軍は、BBCラジオのイラン支局のインタビューにおいて、ナマンガニがクンドゥーズ市を巡る戦闘で死亡したと表明した。

## プライベート
タジキスタン、ヴァンジ行政郡ヤズグラム村出身のタジク人女性と結婚し、息子を有した。